# Cyathea elliptica
Cyathea elliptica är en ormbunkeart som beskrevs av Edwin Bingham Copeland. Cyathea elliptica ingår i släktet Cyathea och familjen Cyatheaceae. Inga underarter finns listade.